# Prototype (groupe)
Pour les articles homonymes, voir Prototype (homonymie).
Prototype est un groupe de metal progressif américain, originaire de Los Angeles, en Californie. Il s'est formé en 1994 à la suite de la séparation de Psychosis

## Biographie

### Débuts,TrinityetContinuum(1994–2007)
En janvier 1994, les guitaristes de Psychosis, Vince Levalois et Kragen Lum, décident de former un groupe, en recrutant le bassiste Stephen Gambina et le batteur Damion Ramirez, qu'ils nomment Prototype. Le nouveau groupe publie une première démo,  Seed, la même année. La démo est bien accueillie et même considérée comme la première pierre à l'édifice metal progressif agressif et mélodique. La démo comprend trois chansons : Seed, Shine, et Dead of Jericho ; ces trois chansons apparaitront sur leurs deux premiers albums studio. En 1996, Gambina et Ramirez quittent le groupe, et sont remplacés par le bassiste Mike Bear et le batteur Pat Magrath. Gambina, cependant, reste dans le groupe pour écrire de nouvelles chansons. En 1997, le groupe enregistre un nouvel EP, intitulé Cloned, publié en 1998. L'année suivante, le bassiste Kirk Scherer remplace Bear, et la formation reste stable pendant une décennie.
Le groupe se lance dans un premier album studio, Trinity, en mi-2000, qui est publié le 12 février 2002. Le groupe apparait plus tard sur la compilation Phantom Lords: A Tribute to Metallica, avec sa reprise de la chanson Battery de Metallica. Dans l'année, Magrath quitte Prototype, et le groupe recrute de nouveau le batteur Damion Ramirez. En 2004, une version instrumentale la chanson Probe est publiée sur MTX Mototrax. La même année, cinq chansons issues de Trinity, incluant Pure, Trinity et Shine, sont comprises dans True Crime: Streets of LA. Après trois ans de tournée et de concert aux États-Unis, le groupe retourne en studio au début de 2005 pour enregistrer son deuxième album, Continuum, publié le 23 mai 2006. Ramirez enregistre la majeure partie des morceaux à la batterie sur l'album, et Magrath revient jouer sur la chanson Heart Machine. En 2006, la chanson Synthespian apparait dans Tony Hawk's Downhill Jam, et en 2007, la chanson The Way It Ends devient une chanson bonus sur Guitar Hero III: Legends of Rock ; la même chanson apparait dans le contenu téléchargeable pour Rock Band 3 en 2012. En 2007, Levalois, Lum et Scherer sont sponsorisés par Jackson Guitars.

### Catalystet autres projets (depuis 2008)
Au début de 2008, Ramirez quitte Prototype pour la seconde fois et est remplacé par le batteur Nic Ritter, qui jouait avec le groupe de thrash metal Warbringer. Cependant, Ritter est occupé avec Warbringer, et le groupe doit recruter Pat Magrath en 2009, avec qui ils commencent un troisième album. Catalyst est publié le 11 septembre 2012, et assiste à un changement dans le style musical du groupe qui passe à un son plus orienté thrash metal. En novembre 2012, le groupe publie la compilation album Retrospect. Le 4 mars 2013, le groupe publie son deuxième EP, The Way It Ends - Video Game EP.
Pour célébrer le 20e anniversaire du groupe, le 4 mars 2014, Prototype publie l'album live Live At The Whisky 1998 en ligne.

## Membres

### Membres actuels
- Vince Levalois – chant, guitare (depuis 1994)
- Kragen Lum – guitare, chœurs (depuis 1994)
- Kirk Scherer – basse, chœurs (depuis 1994)
- Pat Magrath – batterie, percussions (1996–2002, depuis 2009)

### Anciens membres
- Stephen Gambina – basse, chœurs (1994–1996)
- Mike Bear – basse, chœurs (1996–1999)
- Damion Ramirez – batterie, percussions (1994–1996, 2002–2008)
- Nic Ritter – batterie, percussions (2008–2009)